# Senenmut

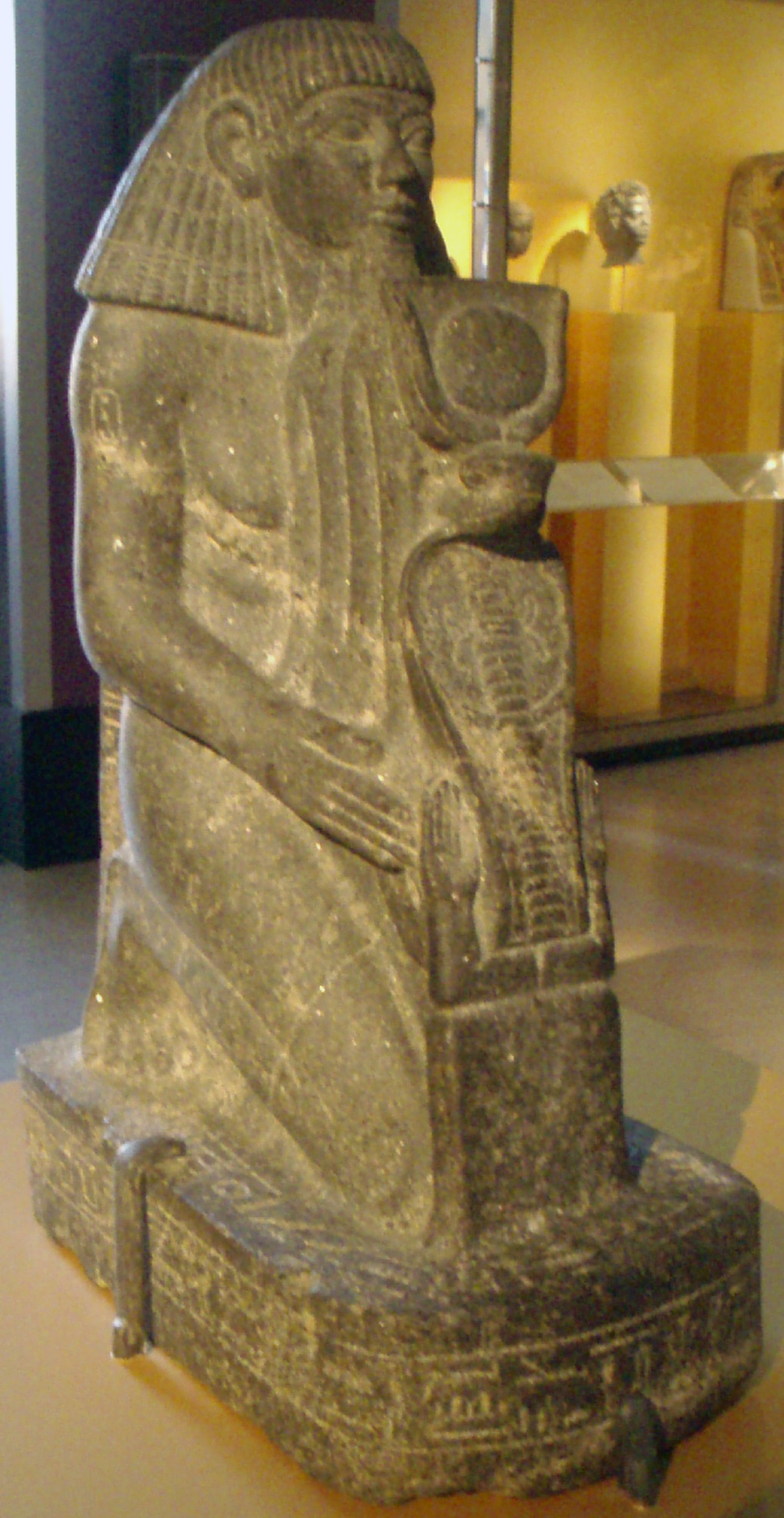
Posąg klęczącego Senenmuta, trzymającego rzeźbiony kryptogram z imieniem koronacyjnym Hatszepsut - zbiory Muzeum w Brooklynie

Senenmut - Syn Mut (również : Senemut lub Senmout) – wysoki urzędnik w Starożytnym Egipcie. Zaufany sługa królowej Hatszepsut, dla której wybudował między innymi świątynię grobową w Deir el-Bahari. 
| T22 | N35 · X1 · G14 |

## Życie
Senenmut urodził się w zwykłej rodzinie w prawdopodobnie w okolicy Pierwszej Katarakty, skąd rodzina przeniosła się do Hermontis i następnie do Teb. Jego ojciec nazywał się Ramose, matka Hatnefret. Informacje te zachowały się dzięki odnalezieniu zbudowanego przez Sennmuta grobowca jego rodziców. Rodzina składała się z czterech synów: Senenmuta, Minhotepa, Amenemhata i Pareja oraz dwóch córek Ahhotep i Neferether. 
Senenmut jako żołnierz kilkakrotnie brał udział w wyprawach wojennych w czasach - być może także Amenhotepa I - Totmesa I. Rodzina przeszła na służbę królowej Ahmes. Senenmut dzięki swej energii i zdolnościom zdołał wyróżnić się w oczach królewskiego dostojnika - nauczyciela i wychowawcy Hatszepsut - Ahmesa Pen-Nechbeta i to dzięki jego poparciu rozpoczęła się jego kariera na dworze. Po raz pierwszy pojawił się w zapisach historycznych tytułowany jako : Sługa Małżonki Boga Hatszepsut, a po narodzinach Neferure został jej piastunem i otrzymał tytuł Sługi Królewskiej Córki Neferure. Po koronacji Totmesa II powierzono Senenmutowi nadzór nad domem Neferure oraz funkcje piastuna i nauczyciela Hatszepsut-Meritre. W końcu panowania Totmesa II jego pozycja na dworze była już niezwykle wysoka. Otrzymał przywilej, na mocy którego sam mógł decydować jaki tekst powinien znaleźć się na jego posągu. Na jednej z rzeźb, obecnie znajdującej się w Muzeum Berlińskim, tekst mówi:
Jestem dostojnikiem, kochanym przez swego pana, który został wprowadzony w objawienie Pani Obu Krajów. Król wywyższył mnie w obliczu Obydwu Krajów, uczynił mnie zarządcą swego domu i Sędzią w całym kraju. Działałem jako zwierzchnik zwierzchników, zarządca zarządców prac. Byłem w tym kraju pod jego rozkazami, od czasu śmierci jego poprzednika. Teraz żyję pod władzą Pani Obu Krajów, Króla Górnego i Dolnego Egiptu Maat-Ka-Re, oby żyła wiecznie.
Senenmut nadzorował wykucie, przetransportowanie i ustawienie dwóch obelisków, ustawionych przy wejściu do świątyni w Karnaku. Po objęciu tronu przez Hatszepsut otrzymał tytuł wysokiego sługi króla. Posiadał rozliczne tytuły świadczące o jego wysokiej pozycji.
Zarządca podwójnego Domu Złota, Ogrodu Amona, Pól Amona, Dóbr Amona, Stad Amona, Kapłan Barki Amona oraz Zarządca Dóbr królewskiej córki Neferure.
| F20 · O1 | A19 | N35 · M23 · G39 | X1 |

|                |     |     |     |
| \| \| \| \| \| |     |     |     |
|                |     |     |     |
| N5             | F35 | F35 | F35 |

| N5 | F35 | F35 | F35 |

|                |     |     |     |
| \| \| \| \| \| |     |     |     |
|                |     |     |     |
| N5             | F35 | F35 | F35 |

| N5 | F35 | F35 | F35 |

Zarzadca Dóbr królewskiej córki - Neferure.
| F20 · O1 | M17 | Y5 · N16 · N17 |

Zarządca Pól Amona.